# Lithothamnion maldivicum
Lithothamnion maldivicum Foslie, 1903  é o nome botânico  de uma espécie de algas vermelhas  pluricelulares do gênero Lithothamnion, subfamília Melobesioideae.
- São algas marinhas encontradas na República das Maldivas.

## Sinonímia
- Não apresenta sinônimos.